# Miyono
Miyono is een bestuurslaag in het regentschap Bojonegoro van de provincie Oost-Java, Indonesië. Miyono telt 2982 inwoners (volkstelling 2010).